# Pietro Regazzi
Pietro Regazzi (* 1. April 1838 in Vira, heute zur Gemeinde Gambarogno; † 11. Juni 1915 ebenda) war ein Schweizer Rechtsanwalt sowie Tessiner Politiker, der dem Grossen Rat und dem Staatsrat angehörte.

## Biografie
Pietro Regazzi war Sohn des Giuseppe und seiner Frau Caterina geborener Martignoni. Er studierte Rechtswissenschaft an den Universitäten Massa Carrara und Siena und war später als Rechtsanwalt tätig. 1878 heiratete er Maria Caterina Breetz.
Seine politische Laufbahn begann er als liberal-konservativer Politiker. Von 1867 bis 1877 war er Abgeordneter im Tessiner Grossrat (Legislative) und von 1877 bis 1890 Mitglied des Tessiner Staatsrats (Exekutive).
Regazzi trug unter anderem zur Lösung des Streits zwischen dem Kanton Tessin einerseits und den Diözesen Como und Mailand anderseits durch die Errichtung eines Tessiner Bistums bei. Als Finanzdirektor (kantonaler Finanzminister) war er in den Jahren 1889–1890 in den Skandal um die Veruntreuungen des Staatskassiers Luigi Scazziga verwickelt und musste in der Folge von seinem Amt zurücktreten.